# Hans Hubert Dietzsch

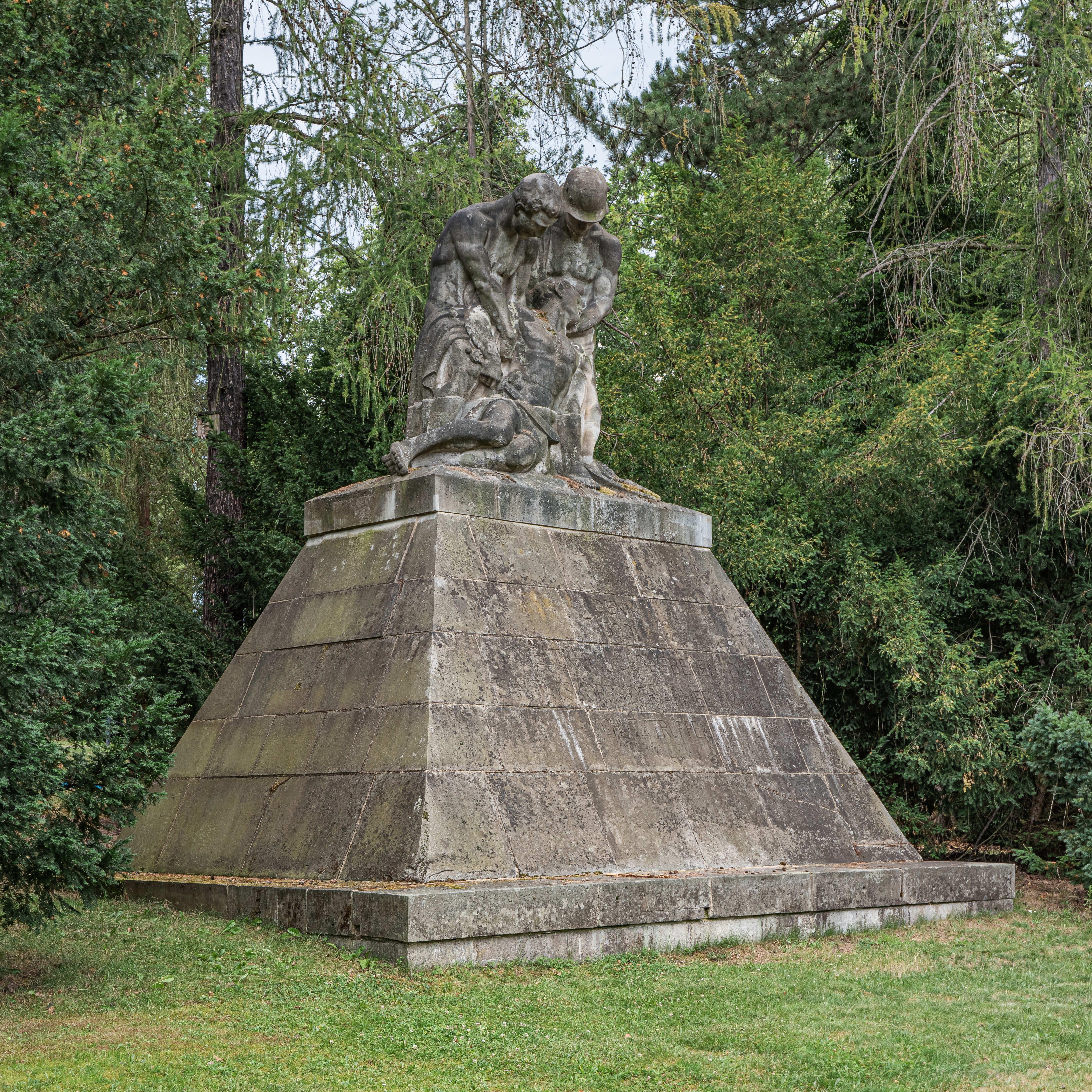
Sanitätskorps-Denkmal vor dem Neuen Friedhof Potsdam (1929). Gesamthöhe 6,12 m

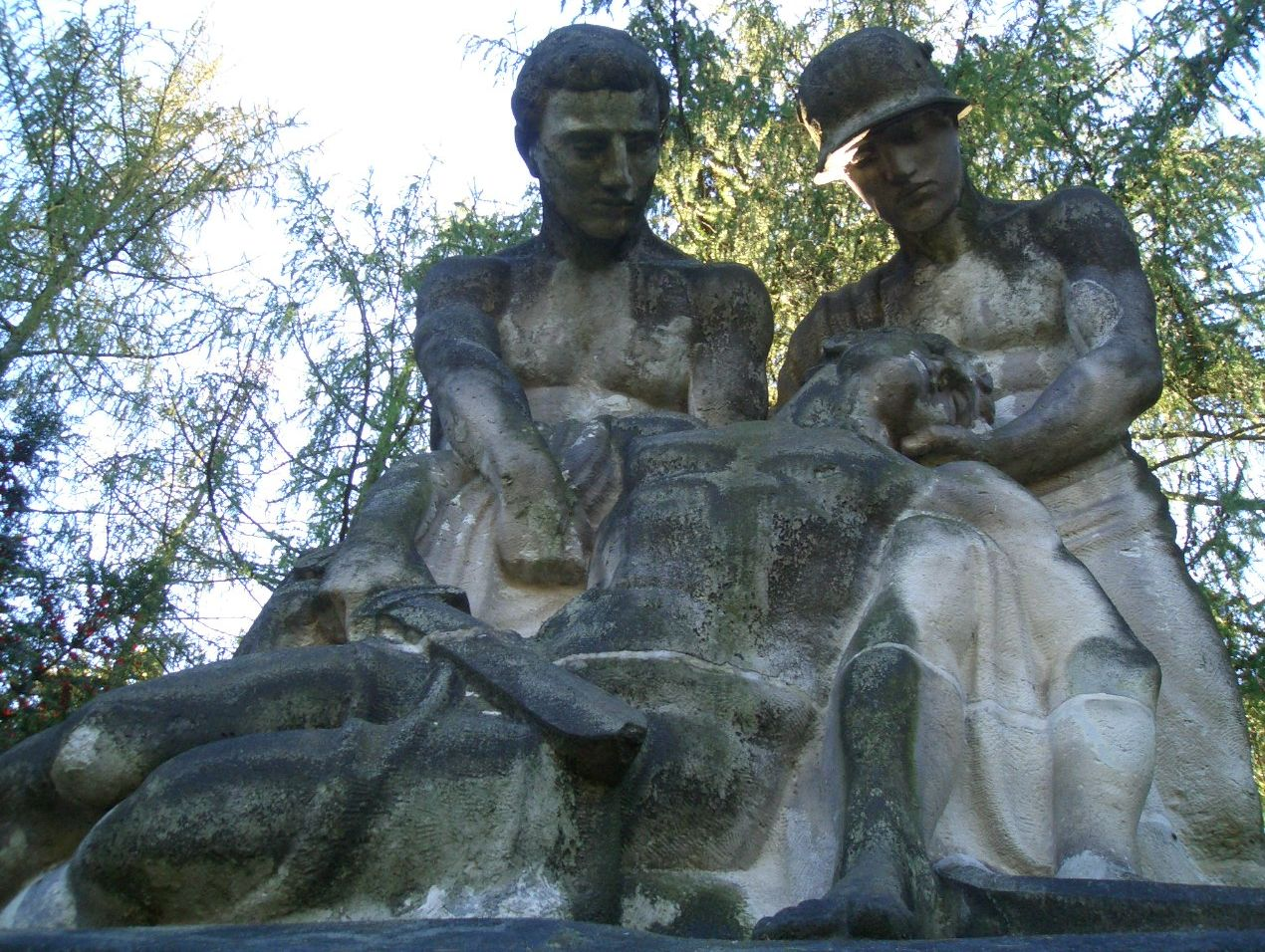
Sanitätskorps-Denkmal, Figurengruppe

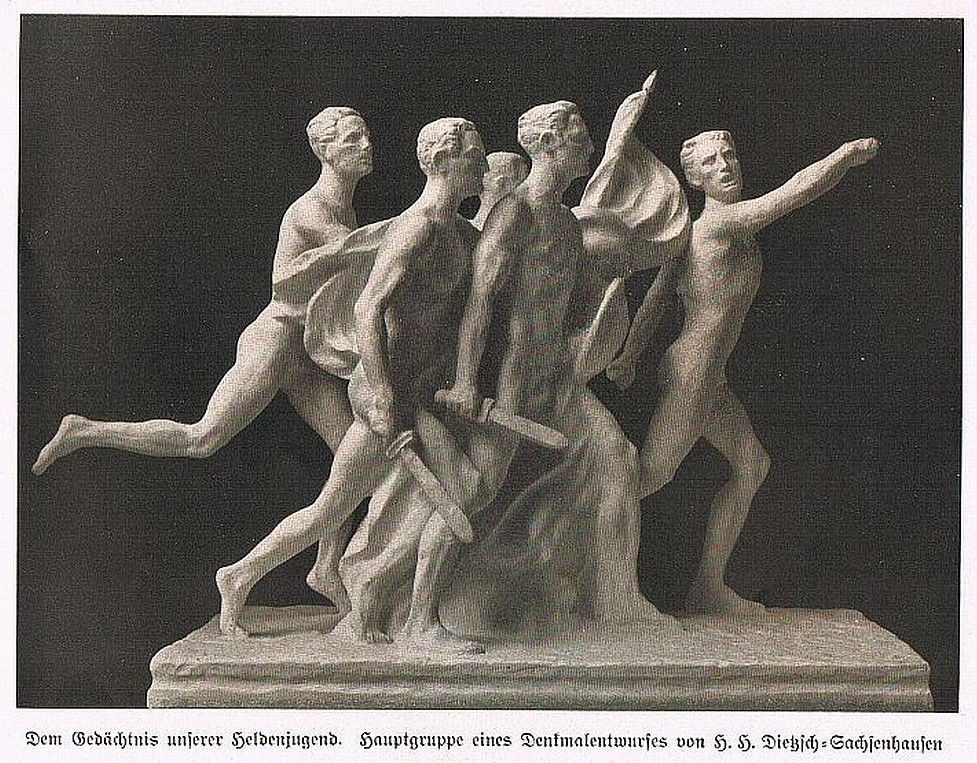
Dem Gedächtnis unserer Heldenjugend, 1926

Hans Hubert Dietzsch, auch Hans Hubert Dietzsch-Sachsenhausen (* 2. Juli 1875 in Sachsenhausen, Kreis der Eder; † 24. Dezember 1926 in Berlin-Wilmersdorf) war ein deutscher Bildhauer, Maler und Schauspieler.

## Leben
Dietzsch studierte vor 1898 an der Kunstakademie Kassel. Er war Meisterschüler von Carl Begas. Ab 1906 war er in Berlin tätig, wo er als Bildhauer, Maler und Schauspieler wirkte. Ab 1923 war er Mitglied des Vereins Berliner Künstler. Vor seinem plötzlichen Tod infolge einer Lungenembolie wandte er sich Gestalten aus dem Sportleben zu, so die Monumentalfiguren Kugelstoßer, Läufer, Fußballer.
Sein Sohn Hans Dietzsch war 1945 bis 1946 Oberbürgermeister von Landshut, zu seinen Enkeln zählt der Unternehmer Michael Dietzsch.

## Werke
- Frankfurt am Main, HM: Porträt Conrad Binding, 1903.
- Rossebändiger
- Georg und Madeleine (1922)
- Lenz
- Kauerndes Mädchen
- Putti
- Onkel Bräsig (Romanfigur bei Fritz Reuter)
- Ralph
- Im Schneetreiben
- Der Sonne entgegen. 1920 Große Berliner Kunstausstellung
- Monumentalfiguren: Kugelstoßer, Läufer, Fußballer (nach 1918)
- Darmstadt: Kriegerdenkmal 1914/18 Handgranatenwerfer, 1946 zerstört (2. Exemplar der Figur in Privatbesitz Frankfurt/Main erhalten)
- Doberan, Klosterkirche, Bülow-Kapelle, Bronzetafeln zum Gedächtnis an 34 gefallene Mitglieder der Familie von Bülow, 1923
- Potsdam, Vorplatz des Neuen Friedhofs: Sanitätscorps-Denkmal 1928 (ursprünglich für Berlin-Charlottenburg in Auftrag gegeben, vollendet von Joseph Gobes).
- Berlin, Heinrich-von-Kleist-Park: Adlerdenkmal des Garde-Kürassier-Regiments („Nec soli cedit“), zerstört
- Regimentsdenkmal 1914–18 des Ulanen-Regiment „von Katzler“ (Schlesisches) Nr. 2[4] („Ulanendenkmal“, Reiter) in Gleiwitz, errichtet 1926; zerstört
- Regimentsdenkmal 1914–18 des 3. Garde-Ulanen-Regiments[5]
- Regimentsdenkmal 1914–18 („Handgranatenwerfer“) des 4. Garde-Regiment zu Fuß in Berlin-Tiergarten, am Schloss Bellevue, 1924 eingeweiht, 1945/46 geschleift.

## Filmografie
- 1913: Der wankende Glaube
- 1913: Amerika – Europa im Luftschiff
- 1915: Sexton Blake